# Copa Asiática Femenina Sub-17 de la AFC
La Copa Asiática Femenina Sub-16 de la AFC (del inglés: AFC U-16 Women's Championship) es un torneo bianual femenino que decide que equipos representarán a la Confederación Asiática de Fútbol en la Copa Mundial Femenina de Fútbol Sub-17 de la FIFA.
El torneo se celebró por primera vez en 2005 como una edición Sub-17, con la participación de solo once equipos. En este año inaugural, no se realizó ninguna clasificación. En 2007, el torneo cambió al modo Sub-16, nuevamente ocho equipos participaron de la competencia. En 2009 participaron doce equipos y, por lo tanto, por primera vez se celebró una ronda de clasificación. Desde la edición 2011 contó con dos rondas de clasificación. Ese año, a los cinco equipos que acceden directamente a las finales se les unieron otros 13 equipos que lucharon por un sexto cupo para entrar a la etapa final. En septiembre de 2019 el Comité de Fútbol Femenino de la AFC aprueba el cambio de nombre de sus competencias, a contar del año 2022, ahora se conocerán, respectivamente, como Campeonato Femenino Sub-20 de la AFC y Campeonato Femenino Sub-17 de la AFC.

## Historial de ediciones

### Campeonato Femenino Sub-16 de la AFC
| Año          | Sede          | Campeón         | Final Resultado          | Subcampeón      | Tercer lugar  | Resultado                | Cuarto lugar  |
| ------------ | ------------- | --------------- | ------------------------ | --------------- | ------------- | ------------------------ | ------------- |
| 2005 Detalle | Corea del Sur | Japón           | 1:1 (t. s.) 3:1 penaltis | China           | Tailandia     | 2:1                      | Corea del Sur |
| 2007 Detalle | Malasia       | Corea del Norte | 3:0                      | Japón           | Corea del Sur | 1:1 (t. s.) 4:2 penaltis | China         |
| 2009 Detalle | Tailandia     | Corea del Sur   | 4:0                      | Corea del Norte | Japón         | 6:2                      | Australia     |
| 2011 Detalle | China         | Japón           | n/r                      | Corea del Norte | China         | n/r                      | Corea del Sur |
| 2013 Detalle | China         | Japón           | 1:1 (t. s.) 6:5 penaltis | Corea del Norte | China         | 2:2 (t. s.) 4:2 penaltis | Tailandia     |
| 2015 Detalle | China         | Corea del Norte | 1:0                      | Japón           | China         | 8:0                      | Tailandia     |
| 2017 Detalle | Tailandia     | Corea del Norte | 2:0                      | Corea del Sur   | Japón         | 1:0                      | China         |
| 2019 Detalle | Tailandia     | Japón           | 2:1                      | Corea del Norte | China         | 2:1                      | Australia     |

### Campeonato Femenino Sub-17 de la AFC
| Año          | Sede      | Campeón                                    | Final Resultado                            | Subcampeón                                 | Tercer lugar                               | Resultado                                  | Cuarto lugar                               |
| ------------ | --------- | ------------------------------------------ | ------------------------------------------ | ------------------------------------------ | ------------------------------------------ | ------------------------------------------ | ------------------------------------------ |
| 2022         | Indonesia | Cancelada debido a la pandemia de COVID-19 | Cancelada debido a la pandemia de COVID-19 | Cancelada debido a la pandemia de COVID-19 | Cancelada debido a la pandemia de COVID-19 | Cancelada debido a la pandemia de COVID-19 | Cancelada debido a la pandemia de COVID-19 |
| 2024 Detalle | Indonesia | Corea del Norte                            | 1:0                                        | Japón                                      | Corea del Sur                              | 2:1                                        | China                                      |

## Títulos por país
En cursiva, se indica el torneo en que el equipo fue local.
| País            | Campeón                    | Subcampeón                 | Tercer lugar               |
| --------------- | -------------------------- | -------------------------- | -------------------------- |
| Corea del Norte | 4 (2007, 2015, 2017, 2024) | 4 (2009, 2011, 2013, 2019) | -                          |
| Japón           | 4 (2005, 2011, 2013, 2019) | 3 (2007, 2015, 2024)       | 2 (2009, 2017)             |
| Corea del Sur   | 1 (2009)                   | 1 (2017)                   | 2 (2007, 2024)             |
| China           | -                          | 1 (2005)                   | 4 (2011, 2013, 2015, 2019) |
| Tailandia       | -                          | -                          | 1 (2005)                   |